# Geuze

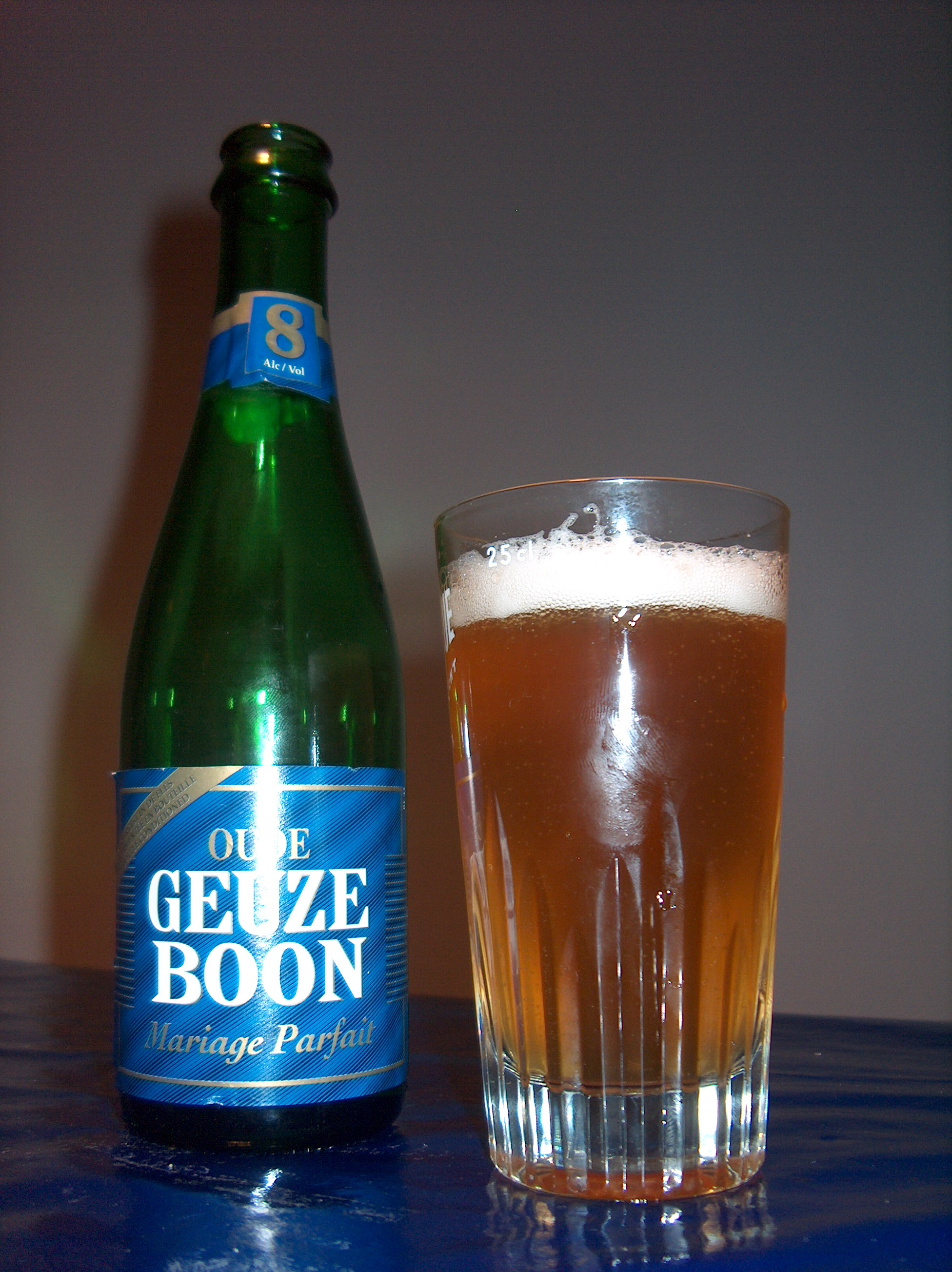
Geuze-Bier (Boon, Mariage Parfait)

Geuze oder Gueuze ist eine belgische Bierspezialität. 

## Herstellung
Zur Produktion des Geuze-Biers wird überwiegend einjähriges Lambic-Bier verwendet, das noch nicht vollständig vergoren ist und daher noch gärfähige Zucker enthält. Dieses junge Lambic wird mit zwei bis drei Jahre altem, bereits weitgehend vergorenen Lambic verschnitten. Die Mischung wird dann in Flaschen abgefüllt, in denen durch eine zweite Gärung unter anderem Kohlensäure entsteht, die beim Lambic durch die Lagerung in Fässern verloren gegangen ist. Der Geuzesteeker leitet das Lambic-Bier durch mehrere Lambic-Kessel, bis der Verschnitt die vorgeschriebene Qualität erreicht hat.
Das Bier wird ohne Zusatz von Reinzucht-Bierhefen vergoren. Für diese Spontangärung ist die im Brüsseler Raum natürlich vorkommende Hefe Dekkera bruxellensis verantwortlich, die aus der Luft in den Sud gelangt und den charakteristischen Geschmack der Lambic-Biere erzeugt. Während dieses Prozesses siedeln sich auch Bakterien im Sud an, wodurch dieser seine milch- und essigsaure Note und das komplexe Aroma erhält. Die Bitterkeit des Geuze-Biers liegt in der Regel bei 11–23 IBU, es fällt also eher mild aus. Der Alkoholgehalt liegt bei 4–6 % vol. Das Bier lagert etwa zwei Jahre in Flaschen, die mit einem Korken versehen sind, in Regalen – ähnlich wie Champagner. 
Eine gewisse Kohlensäureentwicklung ist erwünscht und charakterisiert das Produkt. Nur wenn sie übermäßig stark ist, kann es – wie bei Champagner – zu Überdruck und zum Zerplatzen der Flaschen kommen.

## Name

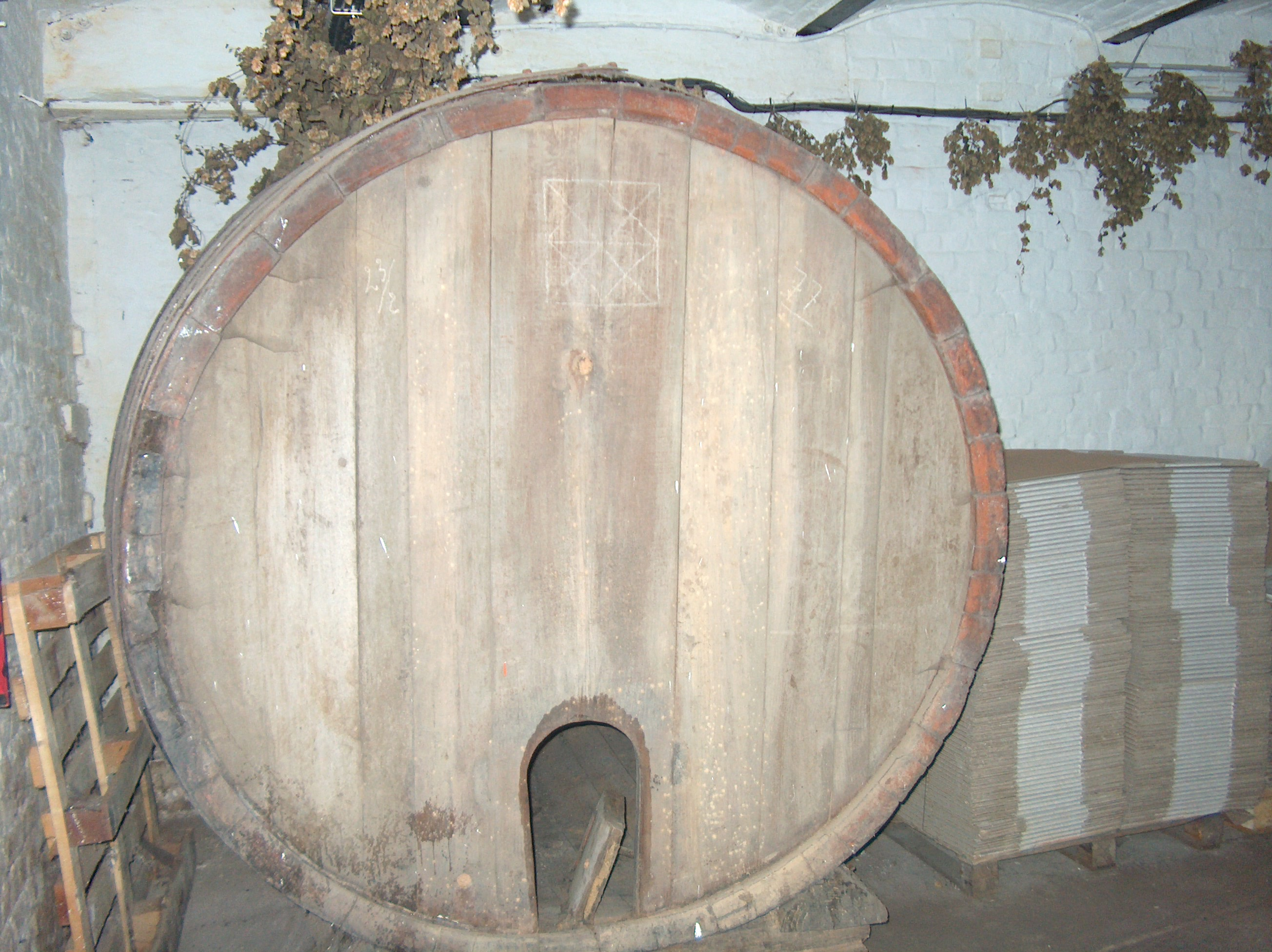
Fass eines Geuzesteekers

Die Herkunft des Namens ist nicht völlig geklärt. Die Deutschen führen ihn häufig auf die Goslarer und mitteldeutsche Biersorte Gose zurück. Die Belgier schreiben es den Geusen zu, den brabantischen Freiheitskämpfern gegen die Spanier. Am wahrscheinlichsten ist die Herleitung, dass die belgische Bierspezialität zuerst in Brüssel in einer Lambic-Brauerei in der Geuzestraat gebraut wurde, die allerdings nach den Geusen benannt ist.

## Besonderheiten
Der Geuze wird eine stark harntreibende Wirkung nachgesagt, was als kleiner Gag im Asterix-Band Asterix bei den Belgiern Einzug findet.
Im Gegensatz zu den meisten Biersorten lässt sich Geuze sehr lange in der Flasche lagern. So nennt die Brauerei Boon für ihr „Oude Geuze“ eine Lagerzeit von bis zu 20 Jahren.